# Guangdong Investment

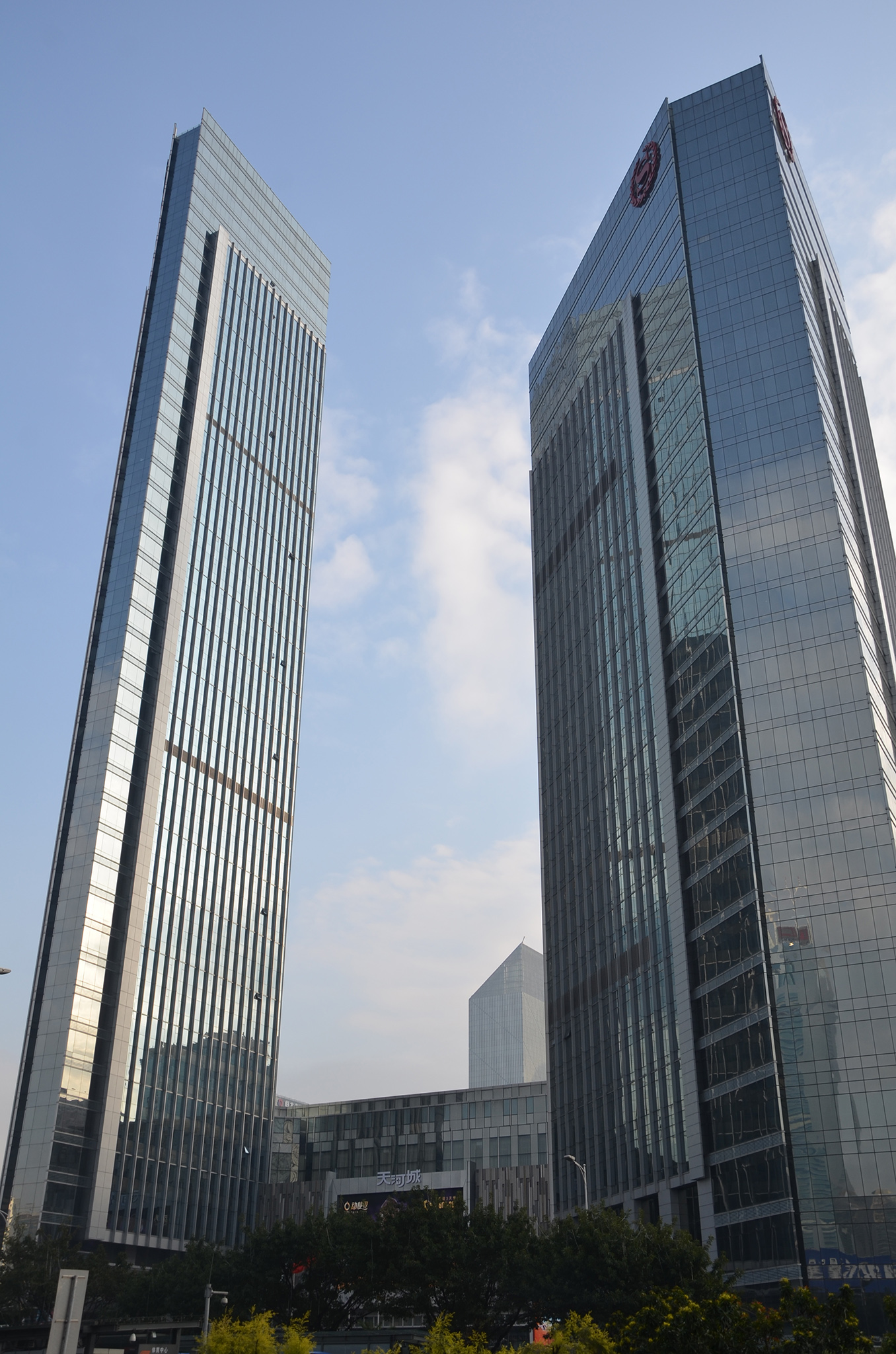
Комплекс Teem Plaza в Гуанчжоу

Guangdong Investment (粵海投資有限公司) — гонконгская инвестиционная холдинговая компания, работающая в сфере энергетики, коммунальных услуг (водоснабжение), инфраструктуры (платные дороги и мосты), недвижимости (отели и универмаги), финансовых услуг. Входит в состав группы Guangdong Holdings или GDH Limited (Гуанчжоу), штаб-квартира расположена в округе Сентрал-энд-Вестерн. По состоянию на 2014 год рыночная стоимость Guangdong Investment составляла 6,3 млрд долл., продажи — свыше 1 млрд долл., в компании работало 4,2 тыс. человек. 

## История
Компания основана в январе 1973 года и с того же года котируется на Гонконгской фондовой бирже.

## Структура
Guangdong Investment занимается поставками природной воды в Гонконг, Шэньчжэнь и Дунгуань, производит электроэнергию и тепло на своих угольных электростанциях в провинции Гуандун. По состоянию на конец 2013 года Guangdong Investment управлял 34 отелями в материковом Китае (в том числе Sheraton Guangzhou), 2 отелями в Гонконге и одним в Макао. Компании принадлежат высотный комплекс Teem Plaza в Гуанчжоу (офисы, отель и торговый центр), торговый центр Teem Shopping Mall в Тяньцзине, офисный комплекс Guangdong Investment Tower в Гонконге, сеть универмагов Teemall Store и Aeon в Гуанчжоу. 
Крупнейшими дочерними компаниями группы являются: 
- Global Head Developments
- Fill Success Investments
- GH Water Supply (Holdings)
- Zhongshan Power (Hong Kong)
- Guangdong Yudean Jinghai Power Generation
- Guangdong Shaoguan Yue Jiang Power Supply
- Guangdong Yue Jia Electric Co
- Guangdong Transport Investment
- Guangdong Hotel
- Guangdong Properties Holdings
- Guangdong Nan Fang (Holdings)
- Guangdong Teem (Holdings)
- Guangdong Teemall Department Stores
- Guangdong Aeon Teem Co[1][2][7].

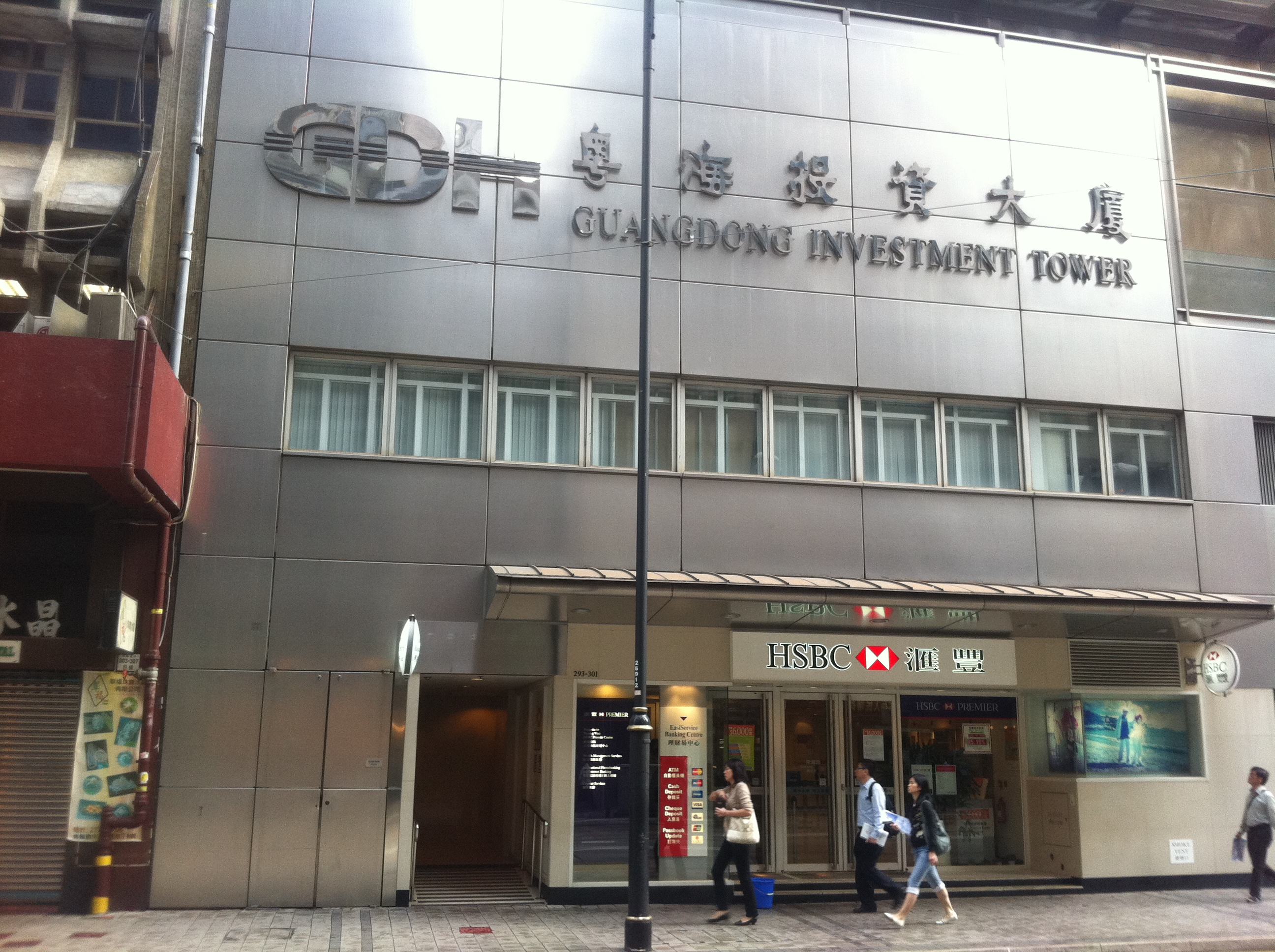
Guangdong Investment Tower в Гонконге
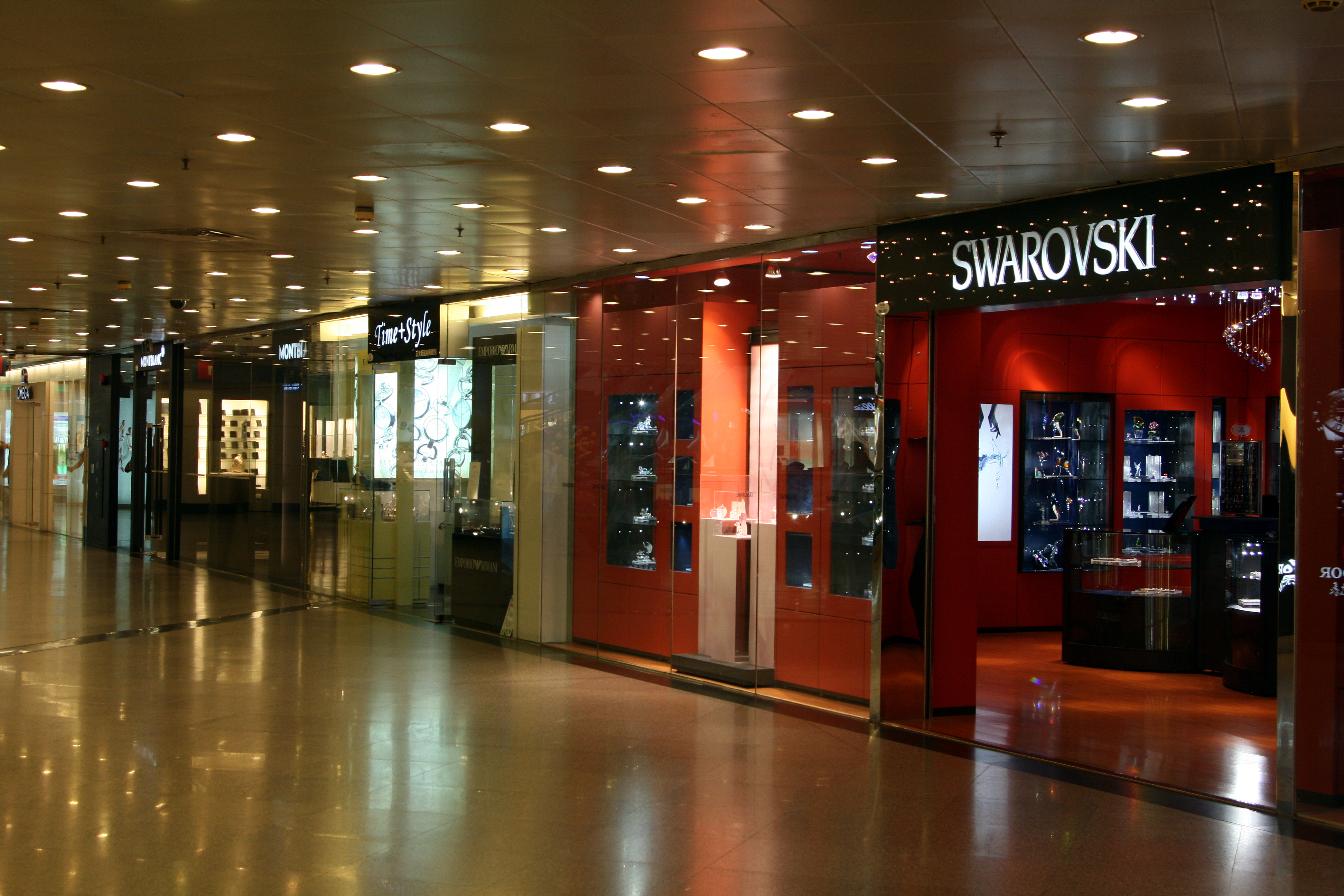
Универмаг Teemall в Гуанчжоу